# Unghi de paralelism

Unghiul de paralelism în geometria hiperbolică

În geometria hiperbolică unghiul de paralelism {\displaystyle \Pi (a)}, este unghiul la vârful diferit de cel căruia îi corespunde unghiul drept al unui triunghi hiperbolic dreptunghic având două laturi paralele asimptotic. Unghiul depinde de lungimea segmentului a dintre unghiul drept și vârful corespunzător unghiului de paralelism.
Fiind dat un punct care nu este pe dreaptă, se coboară din el o perpendiculară pe dreaptă. Fie a lungimea acestui segment perpendicular și {\displaystyle \Pi (a)} cel mai mic unghi astfel încât linia trasată prin punct nu intersectează dreapta dată. Deoarece cele două laturi sunt paralele asimptotic,
{\displaystyle \lim _{a\to 0}\Pi (a)={\tfrac {1}{2}}\pi }   și   {\displaystyle \lim _{a\to \infty }\Pi (a)=0.}
Există cinci expresii echivalente pentru relația dintre {\displaystyle \Pi (a)} și a:
{\displaystyle \sin \Pi (a)=\operatorname {sech} a={\frac {1}{\cosh a}}={\frac {2}{e^{a}+e^{-a}}}}
{\displaystyle \cos \Pi (a)=\tanh a={\frac {e^{a}-e^{-a}}{e^{a}+e^{-a}}}}
{\displaystyle \tan \Pi (a)=\operatorname {csch} a={\frac {1}{\sinh a}}={\frac {2}{e^{a}-e^{-a}}}}
{\displaystyle \tan \left({\tfrac {1}{2}}\Pi (a)\right)=e^{-a}}
{\displaystyle \Pi (a)={\tfrac {1}{2}}\pi -\operatorname {gd} (a)}
unde sinh, cosh, tanh, sech și csch sunt funcții hiperbolice, iar gd este funcția Gudermann.

## Construcție
János Bolyai a descoperit o construcție care dă paralela asimptotică s la o dreaptă r, paralelă care trece printr-un punct A care nu se găsește pe r. Se trasează o perpendiculară din A în B pe r. Se alege orice punct C pe r diferit de B. Se trasează din C segmentul t perpendicular pe r. Se trasează perpendiculară din A în D pe t. Atunci lungimea DA este mai mare decât CB, dar mai scurtă decât CA. Se desenează un cerc în jurul lui C cu raza DA. Acesta va intersecta segmentul AB intr-un punct E. Atunci unghiul BEC este independent de lungimea BC, depinzând doar de AB; este unghiul de paralelism. Apoi se construiește s prin A la unghiul BEC din AB.
{\displaystyle \sin BEC={\frac {\sinh {BC}}{\sinh {CE}}}={\frac {\sinh {BC}}{\sinh {DA}}}={\frac {\sinh {BC}}{\sin {ACD}\sinh {CA}}}={\frac {\sinh {BC}}{\cos {ACB}\sinh {CA}}}={\frac {\sinh {BC}\tanh {CA}}{\tanh {CB}\sinh {CA}}}={\frac {\cosh {BC}}{\cosh {CA}}}={\frac {\cosh {BC}}{\cosh {CB}\cosh {AB}}}={\frac {1}{\cosh {AB}}}\,.}

## Istoric
Noțiunea de unghi de paralelism a fost dezvoltată în 1840 de Nikolai Lobacevski în publicația germană „Geometrische Untersuchungen zur Theory der Parallellinien”, lucrare tradusă în limba engleză în 1891 de G. B. Halsted (Geometrical Researches on the Theory of Parallels).
Următoarele pasaje definesc acest concept fundamental în geometria hiperbolică:
Unghiul HAD dintre paralela HA si perpendiculara AD se numește unghi paralel (unghi de paralelism) pe care îl vom nota aici cu Π(p) pentru AD = p.

## Demonstrație

Unghiul de paralelism, Φ, formulat ca: (a) Unghiul dintre axa x și dreapta care pleacă din x, centrul lui Q, spre y, intersecția lui Q cu axa y, și (b) Unghiul dintre tangenta la Q în y și axa y.
Această figură, în care zona galbenă este un triunghi ideal, este similară cu una din cartea lui Smogorjevski.

În modelul semiplanului Poincaré⁠(d) al planului hiperbolic se poate stabili relația dintre φ și a prin geometria euclidiană. Fie Q semicercul cu diametrul pe axa x care trece prin punctele (1,0) și (0,y), unde y > 1. Deoarece Q este tangentă la semicercul unitate cu centrul în origine, cele două semicercuri reprezintă linii hiperbolice paralele. Axa y traversează ambele semicercuri, formând un unghi drept cu semicercul unitate și un unghi variabil Φ cu Q. Unghiul din centrul lui Q subîntins de raza la (0, y) este de asemenea Φ deoarece cele două unghiuri au laturile perpendiculare, din partea stângă spre partea stângă și din partea dreaptă spre partea dreaptă. Semicercul Q își are centrul în (x, 0), x < 0, deci raza sa este 1 − x. Astfel, pătratul razei lui Q este
{\displaystyle x^{2}+y^{2}=(1-x)^{2},}
deoarece
{\displaystyle x={\tfrac {1}{2}}(1-y^{2}).}
Metrica modelului semiplanului Poincaré din geometria hiperbolică parametrizează distanța pe raza {(0, y) : y > 0 } cu o măsură logaritmică. Fie log y = a, deci y = ea unde e este baza logaritmilor naturali. Atunci relația dintre Φ și a poate fi dedusă din triunghiul {(x, 0), (0, 0), (0, y)}, de exemplu:
{\displaystyle \tan \phi ={\frac {y}{-x}}={\frac {2y}{y^{2}-1}}={\frac {2e^{a}}{e^{2a}-1}}={\frac {1}{\sinh a}}.}